# Трофимовская (Тверская область)
Трофимовская — деревня в Калязинском районе Тверской области. Входит в состав Старобисловского сельского поселения.

## География
Находится в юго-восточной части Тверской области на расстоянии приблизительно 14 км на юго-восток по прямой от районного центра города Калязин.

## История
Была отмечена еще на карте Менде (состояние местности на 1848 год). В 1859 году здесь (тогда деревня Калязинского уезда Тверской губернии) было учтено 14 дворов, в 1978 — 21.

## Население
Численность населения: 102 человека (1859 год), 10 (русские 100 %) в 2002 году, 5 в 2010.